# Parque nacional El Rey
El parque nacional El Rey se encuentra en el departamento de Anta, provincia de Salta, Argentina, a 203 km de la capital provincial. Posee una superficie de 44 162 ha. Este parque tiene como objetivo preservar las yungas o nimbosilvas y ambientes de transición (ecotonos) entre éstas y el chaco serrano. 
Forma parte de las sierras Subandinas, en el área de la selva tropical. Posee un clima tropical con temperaturas medias que oscilan entre los 22 y 25 °C. Las precipitaciones alcanzan los 2000 mm anuales.
El centro geográfico de este parque nacional se ubica hacia los 24°38′00″S 64°50′00″O / -24.63333, -64.83333.

## Creación
En el siglo XVIII la antigua finca El Rey fue uno de los fuertes de la frontera oriental de Salta y Jujuy, dependientes del Virreinato del Perú. Fue adjudicada en 1767, por merced real, al coronel Fernández Cornejo y Rendón, quien había ejecutado ese año la expulsión de los jesuitas.
El decreto n.º 18800/1948 de 24 de junio de 1948 del presidente Juan Domingo Perón declaró sujeto a expropiación los terrenos destinados a un parque nacional en la provincia de Salta:

Artículo 1° - Declárese de utilidad pública de conformidad por lo dispuesto por el artículo 3° de la Ley 12.966 y sujeto a expropiación el inmueble denominado "El Rey" o "Concepción", parcela 329, Partido El Piquete, Departamento de Anta, en la Provincia de Salta, con una superficie según títulos de cuarenta y cuatro mil ciento sesenta y dos hectáreas (44.162 Ha.) de propiedad de los señores Miguel Antonio Martínez, Francisco Pérez Muñoz, Luis Osías Chapire, José Marhe Jure, Roberto Pedro López Lanzi y José Coloma Gines, con destino a la creación de un Parque Nacional.

Inicialmente también conocido como parque nacional Finca El Rey, fue el primer parque nacional establecido en una provincia de Argentina, ya que los que lo precedieron estaban en territorios nacionales. Presenta la particularidad de que no fue declarado parque nacional por ley nacional, ni le precedió la cesión de dominio y jurisdicción por ley de la provincia de Salta. El decreto n.º 18800/1948 es considerado como su instrumento legal de creación, aunque solo ordene la expropiación de las tierras con destino a la creación de un parque nacional, al que no declara ni da nombre. 
La ley n.º 19292 de Límites de los distintos Parques y Reservas, sancionada y promulgada el 11 de octubre de 1971, lo menciona como parque nacional El Rey.

Art. 5°.- Los Parques Nacionales Río Pilcomayo, Chaco, El Rey y Tierra del Fuego, como la Reserva Natural Formosa y el Monumento Natural de los Bosques Petrificados, se mantienen como tales y ajustados a las leyes de su creación.

La ley de Parques Nacionales n.º 22351, sancionada y promulgada el 4 de noviembre de 1980 lo confirma como parque nacional mencionando al decreto n.º 18800/1948.

ARTICULO 32. — A los fines de esta ley y en razón de las reservas oportunamente dispuestas por el Estado Nacional o cesión de dominio y jurisdicción de las respectivas provincias, integran a la fecha el sistema de Parques Nacionales, Monumentos Naturales y Reservas Nacionales, sin perjuicio de los que se incorporen en el futuro, los siguientes: (...) 12.- PARQUE NACIONAL EL REY (Decreto 18.800 del 24 de junio de 1948).

El decreto n.° 2149/90 del 10 de octubre de 1990 designó a un sector del parque nacional como reserva natural estricta. Los límites de la reserva natural estricta fueron modificados por el decreto n.º 453/1994 de 23 de marzo de 1994, que la redujo y creó la reserva natural silvestre.

## Flora
El parque presenta una cobertura vegetal de gran diversidad desarrollada en niveles altitudinales o estratos. El estrato más alto se caracteriza por la presencia de grandes ejemplares de palo blanco (Calycophyllum multiflorum) y palo amarillo (Phyllostylon rhamnoides), seguidos por ejemplares de guayaibí (Patagonula americana), cebil colorado (Anadenanthera macrocarpa), tipa (Tipuana tipu) y pacará (Enterolobium contortisiliquum). Se han observado grandes ejemplares de cedro (Cedrus), tarco (Jacaranda mimosifolia) y nogal criollo (Juglans australis). Todas estas especies forman un bosque de gran densidad, en cuyo interior la humedad y la sombra crean las condiciones para la presencia de ejemplares de horco molle (Blepharocalyx gigantea), laurel (Phoebe porphyria), güili (Amomyrtella guilii), mato (Eugenia pungens), horco cebil (Parapiptadenia excelsa) y lapacho yungueño (Tabebuia avellanedae), entre otros.

El segundo nivel o estrato incluye ejemplares de porte medio, entre los que se encuentran el cochucho (Fagara coco) y la tala blanca (Crinodendron tucumanum). A menor altura, en el tercer nivel aparecen los arbustos que alcanzan los 2 o 3 metros, entre ellos una especie de bambú (Chusquea lorentziana) y la ortiga (Urera baccifera).
El nivel más bajo presenta una densa agrupación de helechos (Pteris deflexa). Gran variedad de epífitas cubren los troncos y ramas de las especies de mayor porte, entre ellas la bromelia tanque (Tillandsia australis), los claveles del aire del género (Tillandsia) y varias especies de orquídeas.
Una especie vegetal es un endemismo estricto de El Rey, es decir, nunca fue colectada fuera de los límites de este parque: Aphelandra lilacina.

## Fauna
La fauna autóctona cuenta con 44 especies de mamíferos, entre ellos pumas (Puma concolor), pecaríes de collar (Pecari tajacu) y labiado Tayassu pecari, tapires Tapirus terrestris, corzuelas pardas (Mazama gouazoubira), monos caí (Cebus apella), osos meleros (Tamandua tetradactyla) y algunos felinos como el yaguarundí (Herpailurus yaguarondi), el ocelote (Leopardus pardalis) y el gato del pajonal (Leopardus pajeros)
El Yaguareté, cuya población está gravemente amenazada en la Argentina tiene como uno de sus reductos en el norte del país los parques nacionales ubicados en la yunga salteña (El Rey y Baritú)
Las aves están ampliamente representadas. Se ha registrado la presencia de la pava de monte común (Penelope obscura); los patos capuchinos(Anas versicolor), real (Cairina moschata), picazo (Netta peposaca), cutirí (Amazonetta brasiliensis), gargantilla (Anas bahamensis) y maicero (Anas georgica); los macás gris (Tachybaptus dominicus), pico grueso (Podilymbus podiceps) y común (Rollandia rolland); los picaflores cometa (Sappho sparganurus), frente azul (Eriocnemis glaucopoides), común (Chlorostilbon lucidus), vientre blanco (Amazilia chionogaster), de barbijo (Heliomaster furcifer) y enano (Microstilbon burmeisteri); las garzas bruja (Nycticorax nycticorax), azulada (Butorides striata), mora (Ardea cocoi) y blanca (Ardea alba), entre muchas otras especies que incluyen casi un centenar de variedades de pájaros cantores.
Esta riqueza ornitológica hace que el parque sea una de las áreas importantes para la conservación de las aves en Argentina.

## Administración
Por resolución n.º 126/2011 de la Administración de Parques Nacionales de 19 de mayo de 2011 se dispuso que parque nacional encuadrara para los fines administrativos en la categoría áreas protegidas de complejidad II, por lo cual tiene a su frente un intendente designado, del que dependen 4 departamentos (Administración; Obras y Mantenimiento; Guardaparques Nacionales; Conservación y Uso Público) y 2 divisiones (Despacho y Mesa de Entradas, Salidas, y Notificaciones; Recursos Humanos y Capacitación). La intendencia tiene su sede en la ciudad de Salta.